# Кобринский повет
Ко́бринский пове́т Поле́сского воево́дства (пол. Powiat kobryński, бел. Ко́брынскі паве́т Пале́скага ваяво́дства) — административно-территориальная единица Полесского воеводства II Речи Посполитой. Образован 1 марта 1921 года, ликвидирован в результате советского вторжения в сентябре 1939 года. Поветовый город — Кобрин. Состоял из 15 сельских гмин (12 в 1939), 1 города и 2 местечек. Общая площадь повета — 3545 км², население — 114 тыс. человек, плотность — 32 чел. на км².

## Административное деление

### Гмины
- гмина Антополь
- гмина Блоты (позже упразднена)
- гмина Дивин
- гмина Городец
- гмина Збироги (позже упразднена)
- гмина Зёлово (позже упразднена)
- гмина Илоск (позже упразднена)
- гмина Мокраны (упразднена в 1928)[2]
- гмина Новосёлки
- гмина Озиаты
- гмина Подолесье (усадьба: Ерёмичи)
- гмина Пруска (позже упразднена)
- гмина Рогожна (позже упразднена)
- гмина Сехновичи (позже упразднена)
- гмина Стригово (позже упразднена)
- гмина Дятьковичи (создана позже)
- гмина Жабинка (создана позже)
- гмина Кобрин (создана позже)
- гмина Леликов (с 1926)[3]
- гмина Матясы (с 1926)[4]
- гмина Тевли (создана позже)

### Местечки
- Антополь
- Дивин

### Город
- Кобрин

## Известные уроженцы (и жители) района
- Владислав Малаховский (Л.В. Варнерко)
- Мария Радевич
- Северин Вислоух